# Monika Wołowiec
Monika Wołowiec (14 februari 1976) is een skeletonracer en atleet uit Polen.
Op de Olympische Winterspelen van Turijn in 2006 nam Wołowiec deel aan het onderdeel skeleton.
In 2007 werd Wołowiec derde op de Europese kampioenschappen bobsleeën en skeleton.
Wołowiec was ook actief als atleet.
- World Athletics: 14294683